# Clemência de Habsburgo
Clemência de Habsburgo ou Clemência de Áustria (em alemão:  Klementia; Viena, entre 1245 e 1265 ou 1262 — 7 de fevereiro de 1293 ou agosto de 1295) foi princesa da Áustria por nascimento e rainha titular da Hungria e Croácia pelo seu casamento com Carlos Martel de Anjou.

## Família
Clemência foi a quinta filha e sexta criança nascida do rei Rodolfo I da Germânia e de sua primeira esposa, Gertrudes de Hohenberg. Os seus avós paternos eram o conde Alberto IV de Habsburgo e Edviges de Ciburgo. Os seus avós maternos eram Burcardo V, conde de Hohenburg e Matilde de Tubinga.

## Biografia
O casamento entre Clemência e Carlos foi arranjado pelo seu pai e pelo Papa Gregório X, em outubro de 1275, para confirmar a aliança do Rodolfo I com o rei Carlos I da Sicília, avô de Carlos Martel.
Eles se casaram em janeiro de 1281, em Viena. Martel era filho do rei Carlos II de Nápoles e da rainha Maria da Hungria.
O casal teve três filhos, duas meninas e um menino.

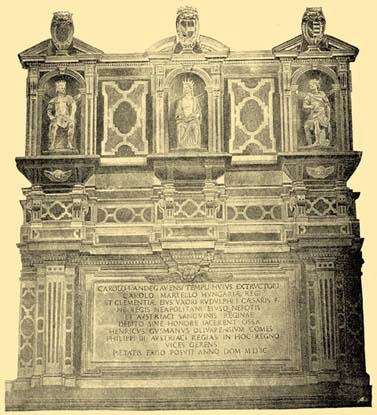
Tumba de Clemência e Carlos Martel.

Apesar de sua reivindicação ao trono húngaro ter falhado, seu marido conseguiu ser reconhecido em partes da Croácia, um reino então unido sob união pessoal com a Hungria. 
Clemência faleceu em uma data incerta, sendo consideradas as datas de 7 de fevereiro de 1293 ou o final de agosto de 1295. Foi sepultada na Catedral de São Genero, atualmente chamada de Catedral de Nápoles.

## Descendência
- Carlos I da Hungria (1288 – 16 de julho de 1342), foi rei da Hungria e da Croácia. Foi casado três vezes. Teve descendência;
- Beatriz da Hungria (após 25 de março de 1290 – 1354), foi esposa do delfim João II de Viennois, com quem teve três filhos. Viúva, tornou-se uma freira na Abadia de Cister;
- Clemência da Hungria (8 de fevereiro de 1293 – 1328), foi a segunda esposa do rei Luís X de França, com quem teve um filho, o rei João I de França.